# Хандруп
Хандруп (њем. Handrup) општина је у њемачкој савезној држави Доња Саксонија. Једно је од 60 општинских средишта округа Емсланд. Према процјени из 2010. у општини је живјело 896 становника. Посједује регионалну шифру (AGS) 3454017.

## Географски и демографски подаци
Хандруп се налази у савезној држави Доња Саксонија у округу Емсланд. Општина се налази на надморској висини од 28 метара. Површина општине износи 14,6 km². У самом мјесту је, према процјени из 2010. године, живјело 896 становника. Просјечна густина становништва износи 61 становника/km².

## Међународна сарадња
| Мјесто | Држава    | Врста сарадње | Од    |
| ------ | --------- | ------------- | ----- |
|        | Француска | контакт       | 2000. |
|        | Француска | контакт       | 2000. |
| Извор  |           |               |       |